# 锡邦伊什
锡邦伊什是葡萄牙布拉加区的一个堂区。总面积15.16平方公里，总人口439人，人口密度29人/平方公里。